# ガス可とう管接続工事監督者
ガス可とう管接続工事監督者（がすかとうかんせつぞくこうじかんとくしゃ）とは、強化ガスホース及び金属可撓管を用いて、ガス機器とガス栓を接続する工事を行なう際に必要となる民間資格。ただし、施工範囲は都市ガスに限り、プロパンガスは含まれない。プロパンガス用の強化ガスホース・金属可撓管の接続には、液化石油ガス設備士の資格が必要となる。

## 概要
ガス元栓と機器の接続は、接続部の保安水準向上を図る目的で強化ガスホース等ガス可撓管によるねじ接続が広く採用されている。この資格を持つものは、接続部が正しく施工されるよう、所定の知識及び技能を有する監督者として認められる。
下記の接続金具を用いた、都市ガスのガス栓とガス機器との接続工事に係る監督及び施工ができる。
- ガス可撓管（強化ガスホース及び金属可撓管）
- 機器接続ガス栓（機器との接続のみ。フレキ配管側の工事は含まない）

## 資格の更新
資格に期限はなく、取得後に更新の手続き等は不要である。

## 講習機関
一般社団法人日本ガス機器検査協会(JIA)